# NGC 1234

NGC 1234

NGC 1234 هي مجرة، تتبع كوكبة النهر. اكتشفها فرانسيس بريسيرفد ليفنوورث عام 1886.

## روابط خارجية
- NGC 1234 على موقع ويكي سكاي: DSS2, SDSS, GALEX, IRAS, Hydrogen α, X-Ray, Astrophoto, Sky Map, Articles and images